# Apogon

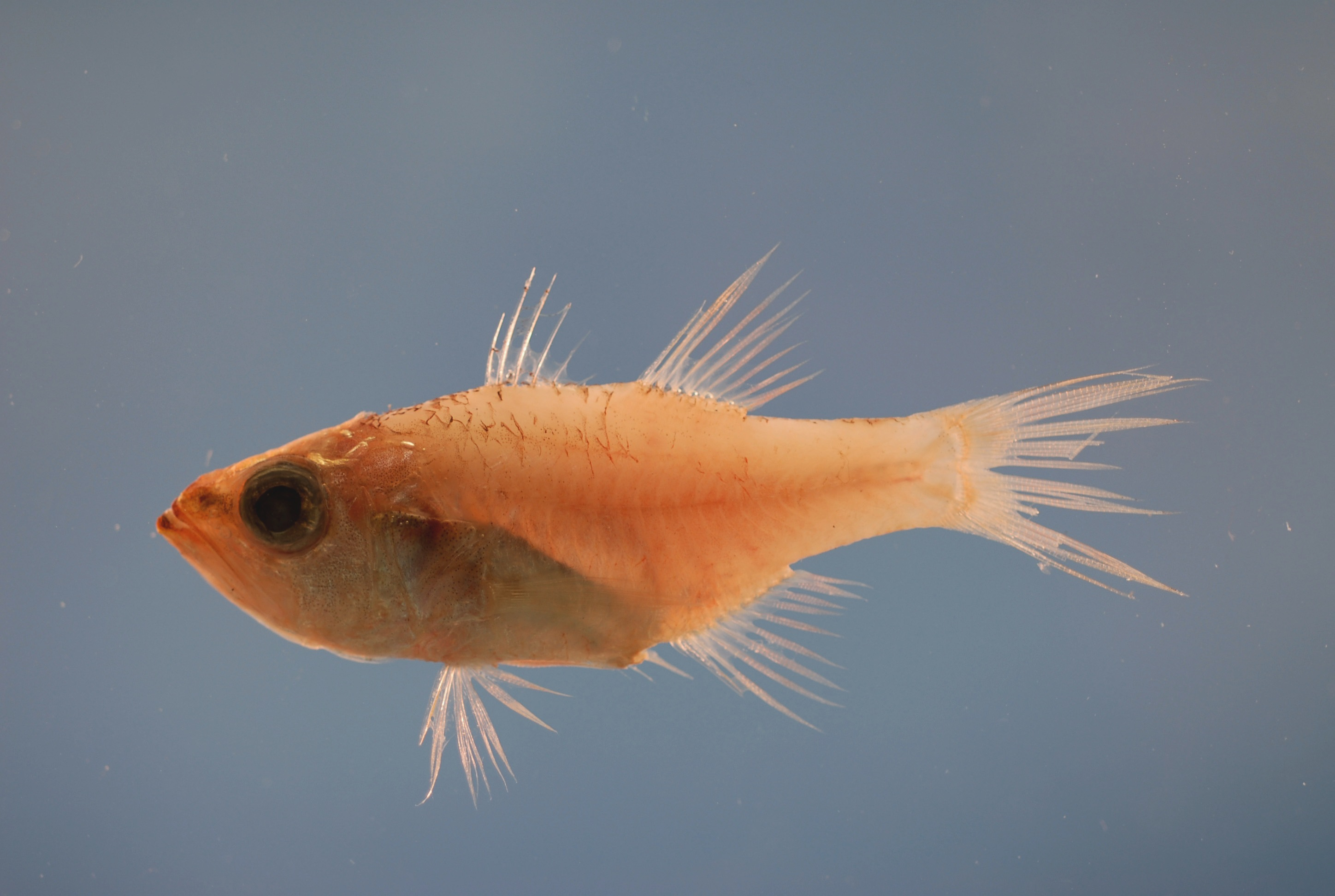
Apogon affinis

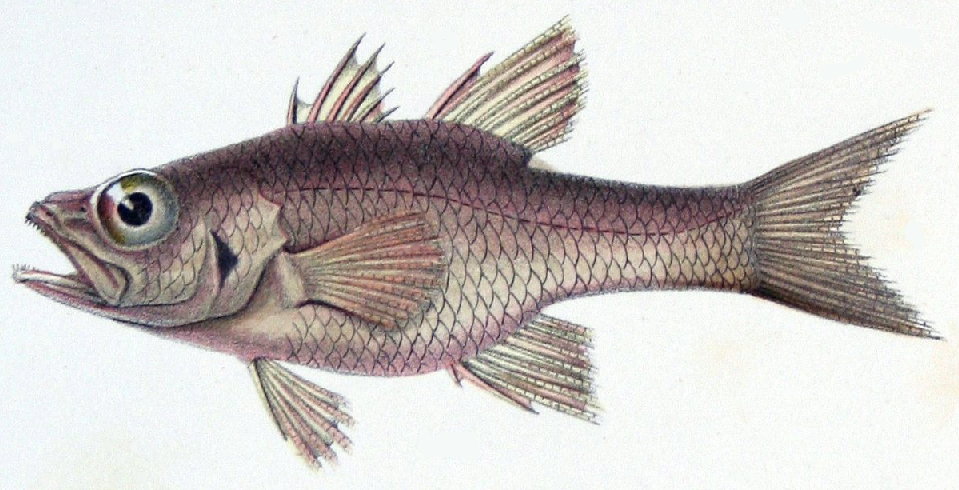
Apogon americanus

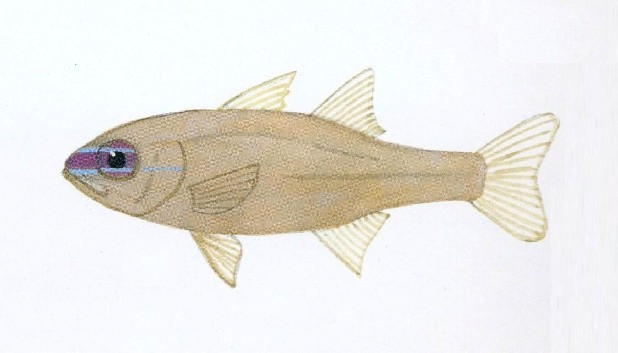
Apogon apogonoides

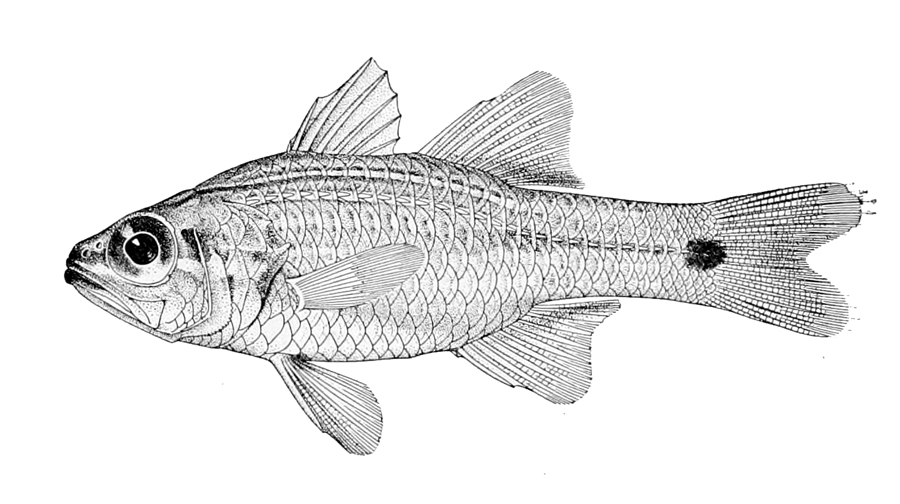
Apogon cavitensis

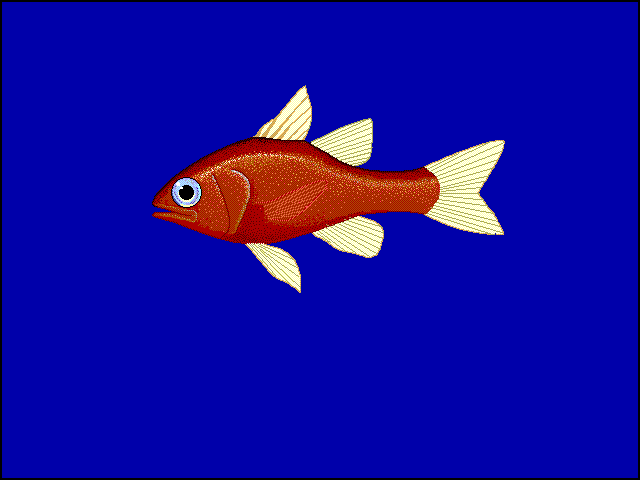
Apogon coccineus

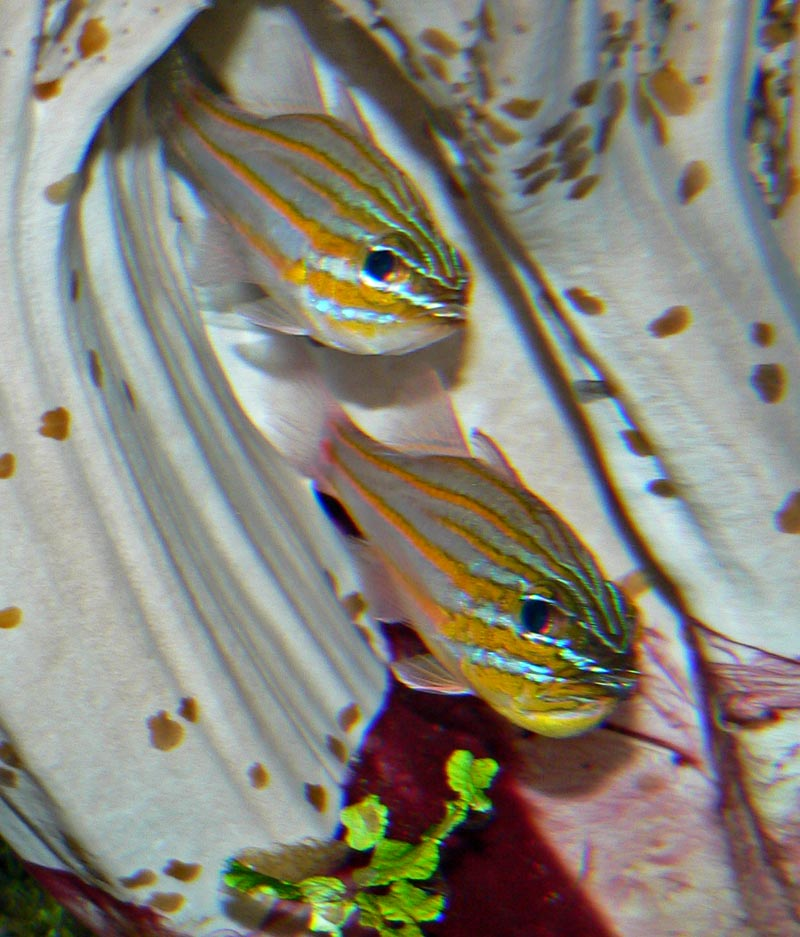
Apogon cyanosoma

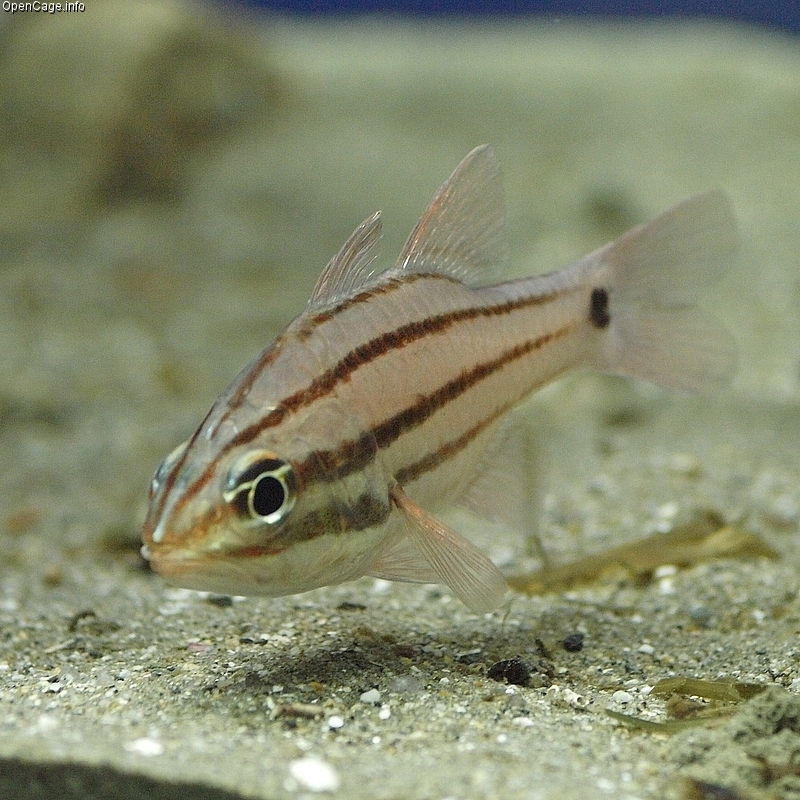
Apogon doederleini

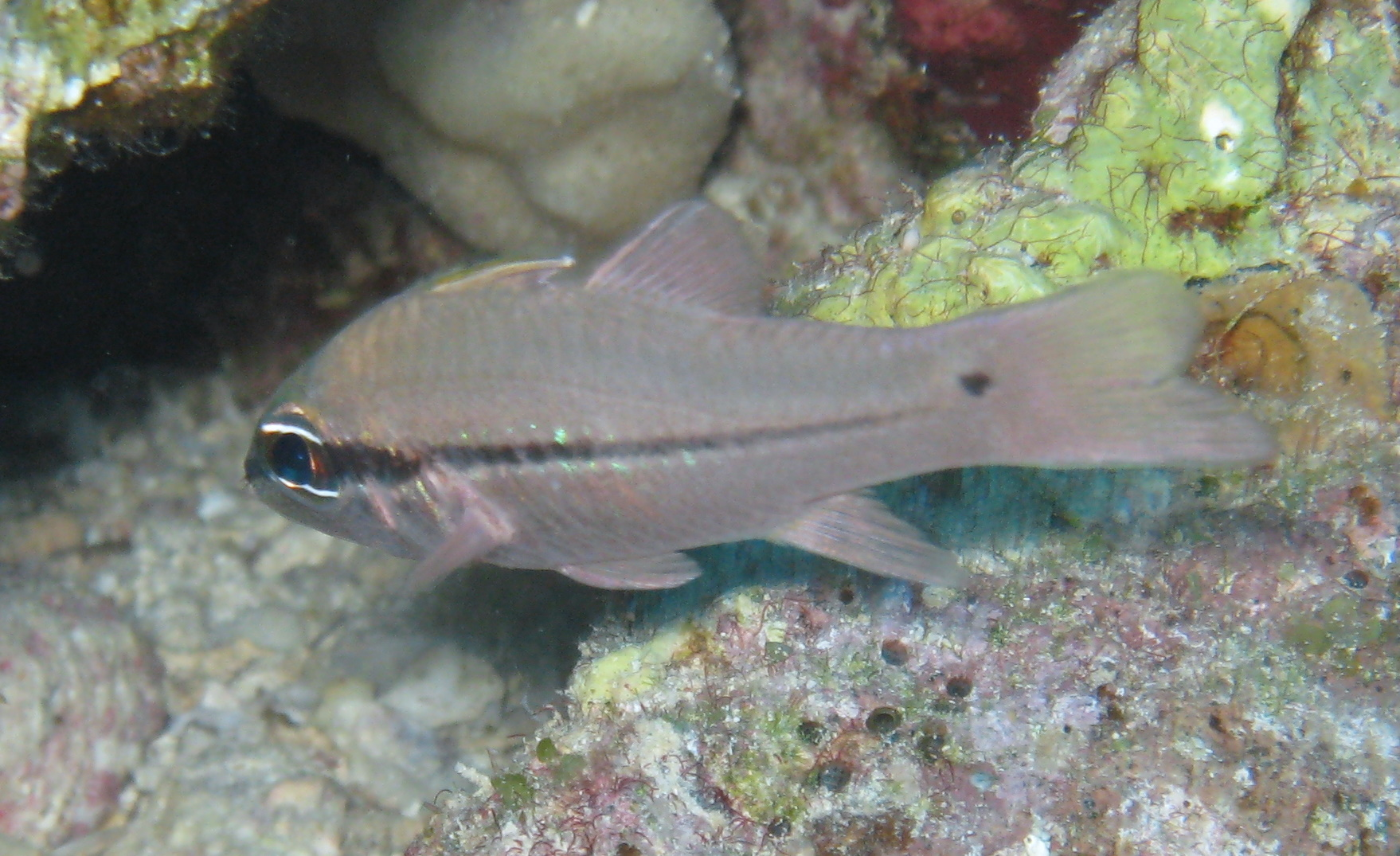
Apogon fraenatus

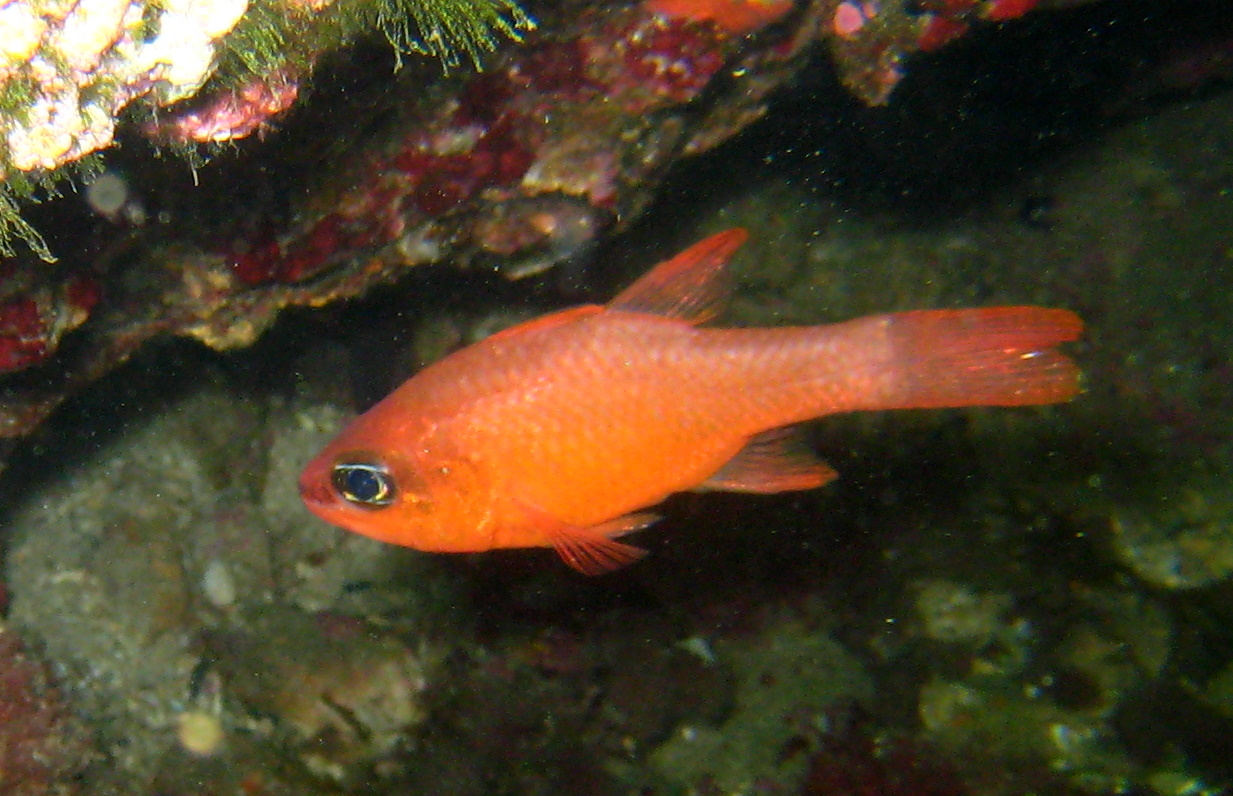
Apogon imberbis

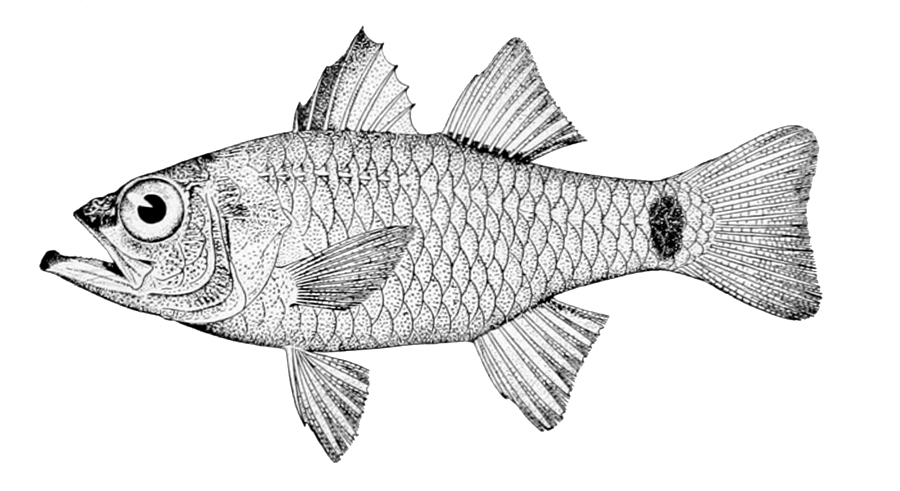
Apogon jenkinsi

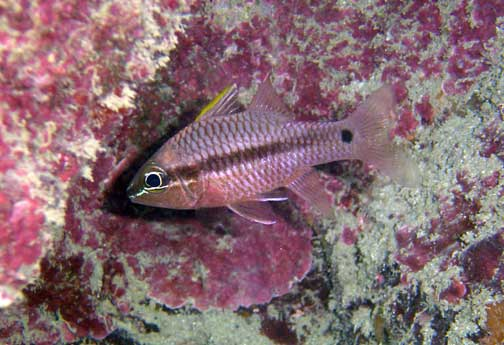
Apogon kallopterus

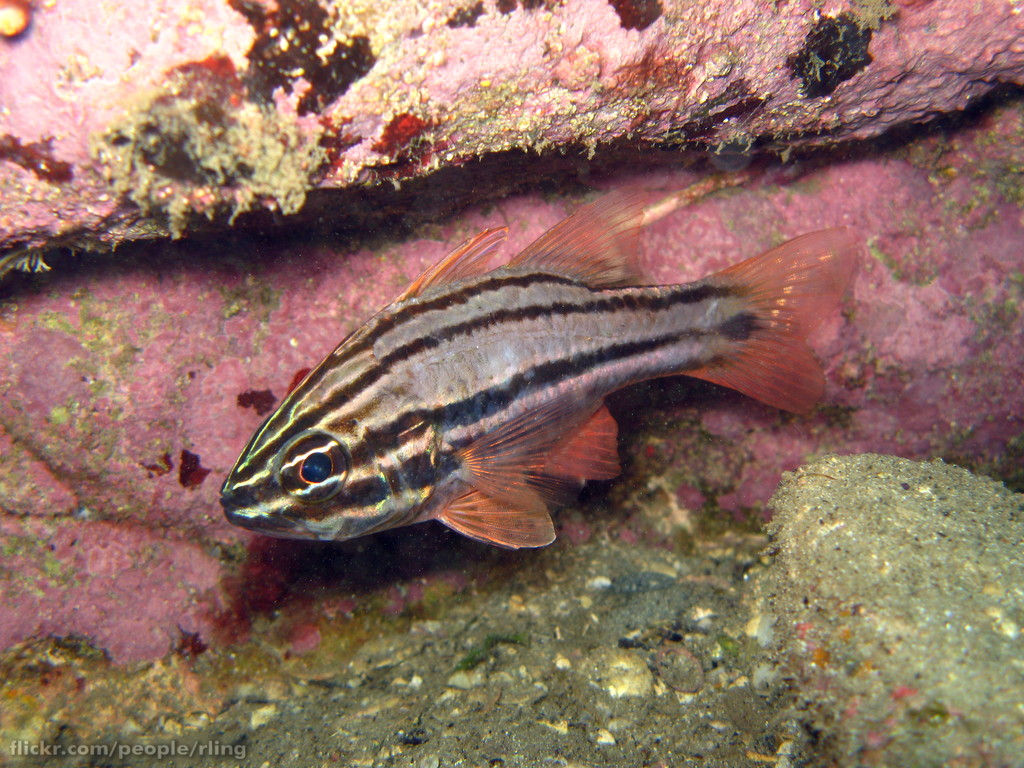
Apogon limenus

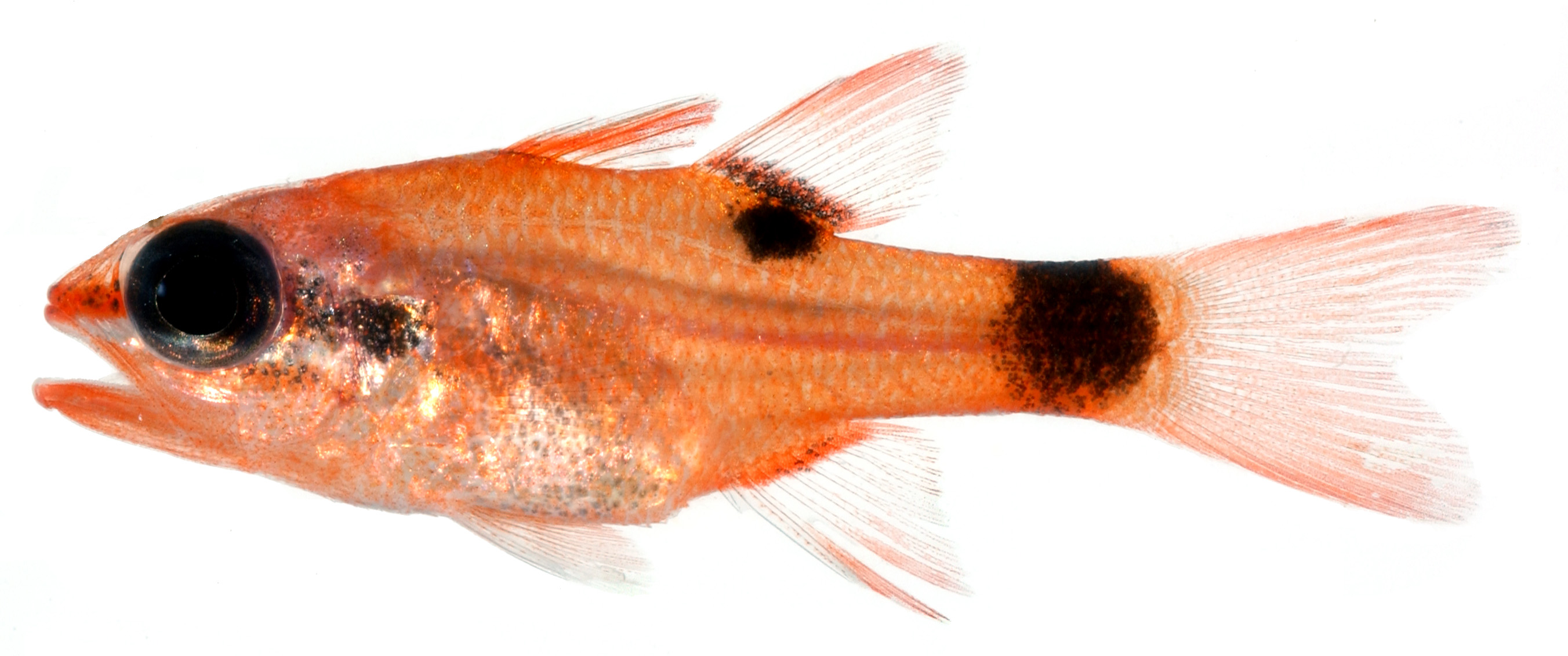
Apogon maculatus

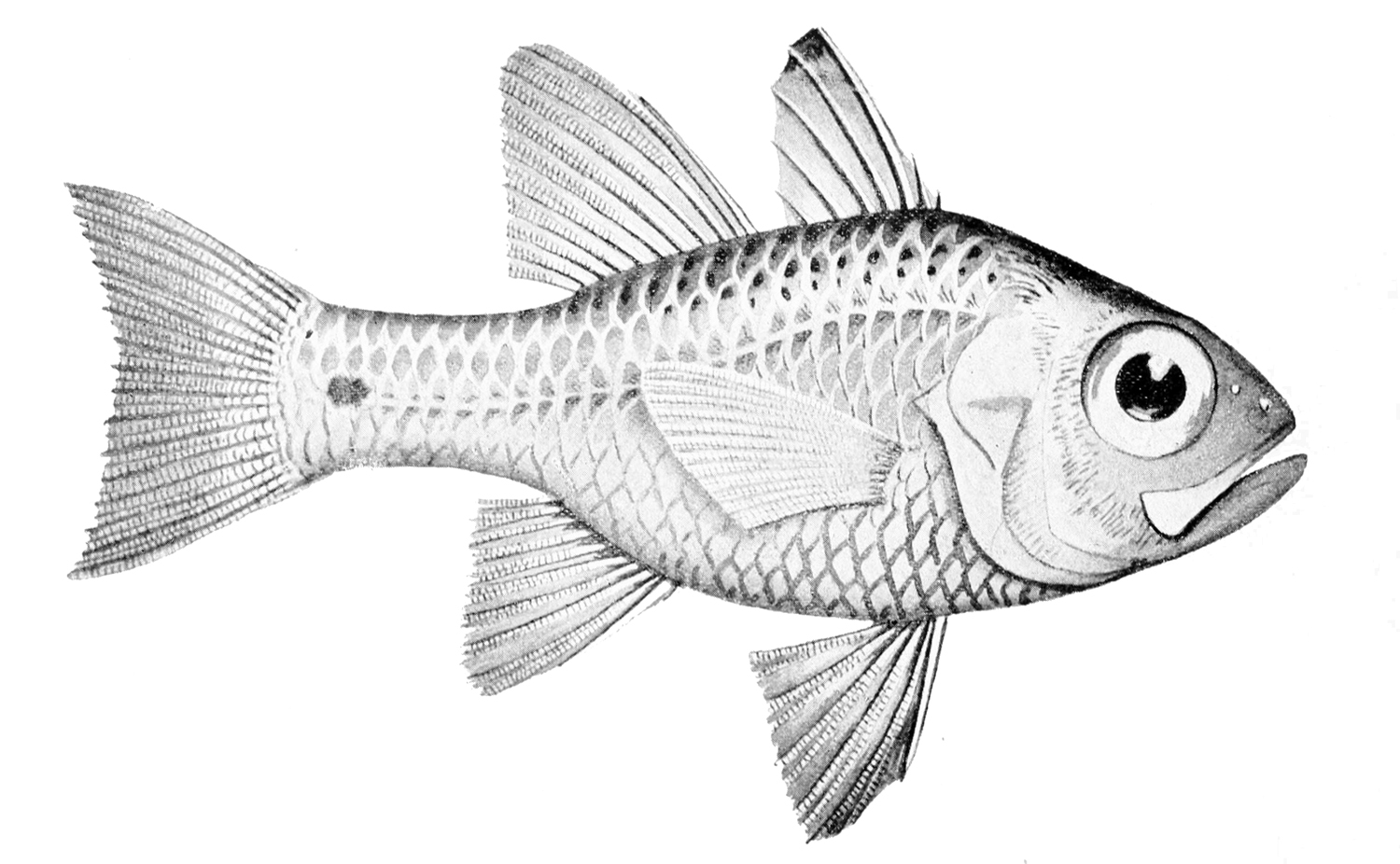
Apogon norfolcensis

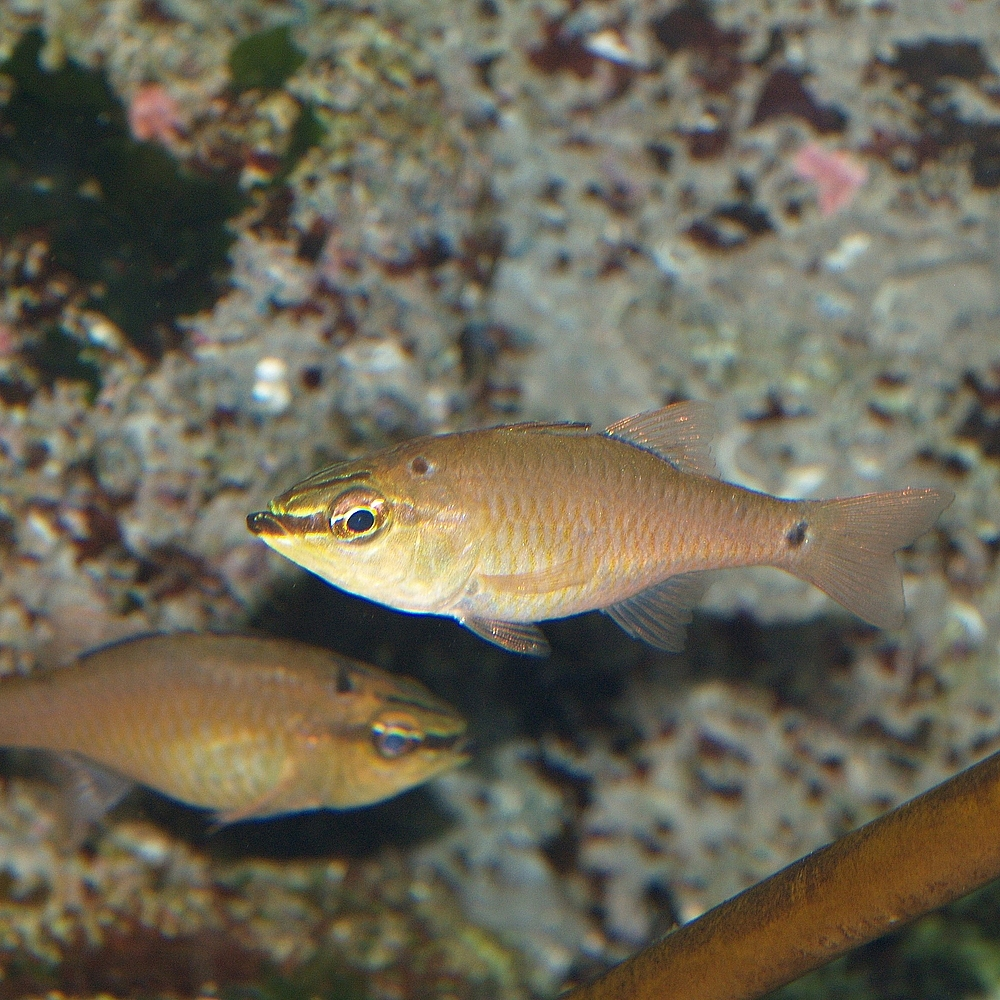
Apogon notatus

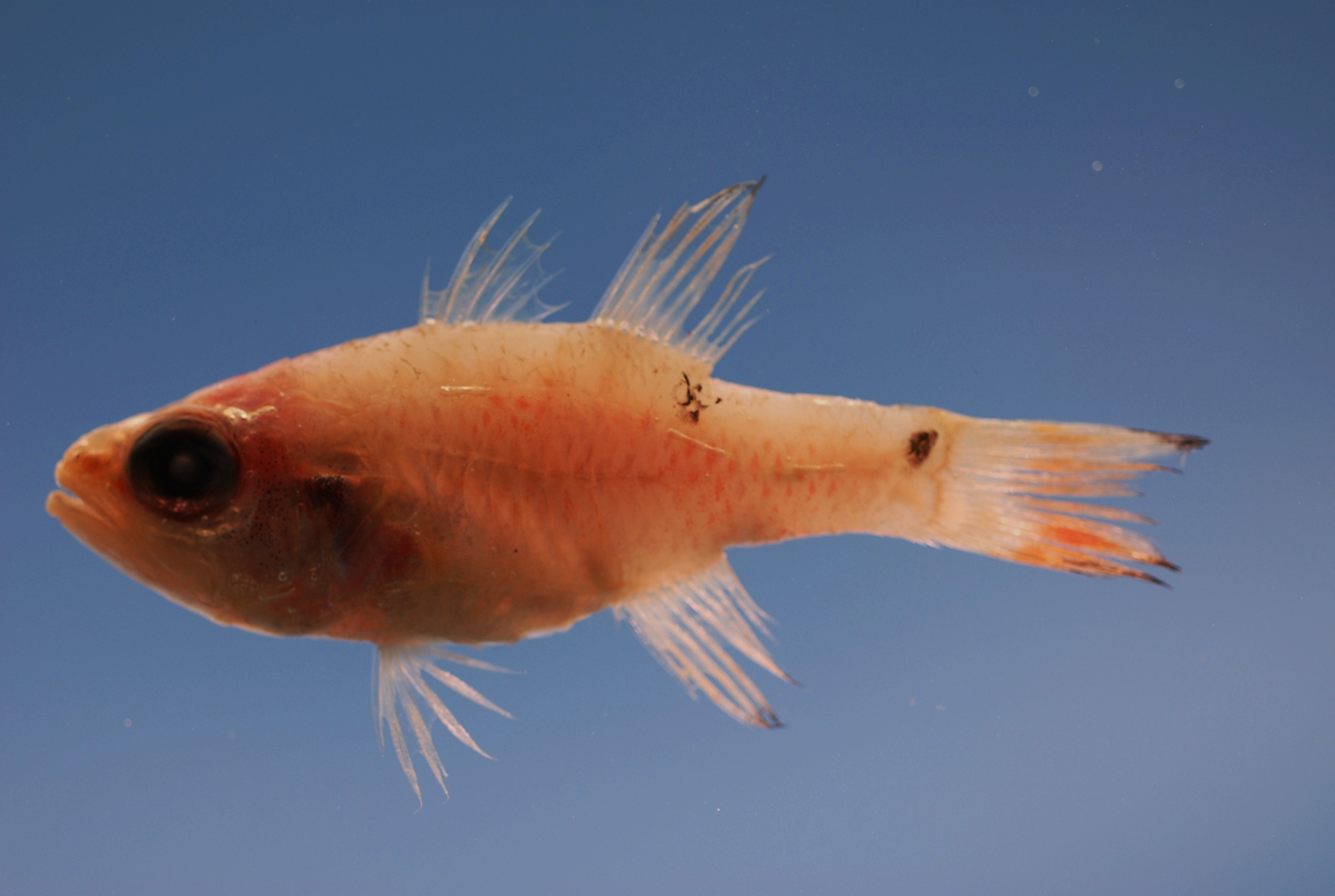
Apogon pseudomaculatus

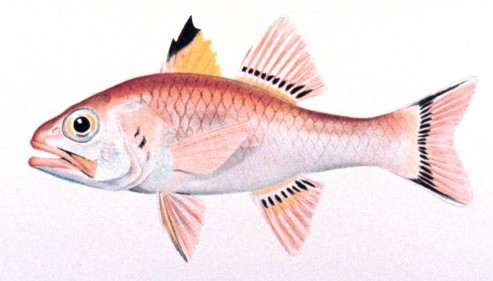
Apogon taeniopterus

Az Apogon a sugarasúszójú halak (Actinopterygii) osztályának sügéralakúak (Perciformes) rendjébe, ezen belül a kardinálishal-félék (Apogonidae) családjába tartozó halnem.

## Kifejlődésük
Az első Apogon-fajok a kora eocén korszakban jelentek meg, mintegy 55 millió évvel ezelőtt.

## Előfordulásuk
Az Apogon-fajok mindegyik óceánban megtalálhatóak. Sok közülük 200 méteres mélységben tartózkodik. A legtöbbjüket csak a vonóhálóval végzett halászattal és a kotróhálós halászat segítségével lehet kifogni. A tudósok szerint még sok faj „vár” a felfedezésre.

## Rendszerezés
A nembe az alábbi 180 faj tartozik:
- Apogon abrogramma Fraser & Lachner, 1985
- Apogon affinis (Poey, 1875)
- Apogon albimaculosus Kailola, 1976
- Apogon albomarginatus (Smith & Radcliffe, 1912)
- Apogon amboinensis Bleeker, 1853
- Apogon americanus Castelnau, 1855
- Apogon angustatus (Smith & Radcliffe, 1911)
- Apogon apogonoides (Bleeker, 1856)
- Apogon argyrogaster Weber, 1909
- Apogon aroubiensis Hombron & Jacquinot, 1853
- Apogon aterrimus Günther, 1867
- Apogon atradorsatus Heller & Snodgrass, 1903
- Apogon atricaudus Jordan & McGregor, 1898
- Apogon atrogaster (Smith & Radcliffe, 1912)
- Apogon aureus (Lacepède, 1802)
- Apogon aurolineatus (Mowbray, 1927)
- Apogon axillaris Valenciennes, 1832
- Apogon binotatus (Poey, 1867)
- Apogon brevispinis Fraser & Randall, 2003
- Apogon bryx Fraser, 1998
- Apogon campbelli Smith, 1949
- Apogon capricornis Allen & Randall, 1993
- Apogon carinatus Cuvier, 1828
- Apogon catalai Fourmanoir, 1973
- Apogon cathetogramma (Tanaka, 1917)
- Apogon caudicinctus Randall & Smith, 1988
- Apogon cavitensis (Jordan & Seale, 1907)
- Apogon chalcius Fraser & Randall, 1986
- Apogon cheni Hayashi, 1990
- Apogon chrysopomus Bleeker, 1854
- Apogon chrysotaenia Bleeker, 1851
- Apogon cladophilos Allen & Randall, 2002
- Apogon coccineus Rüppell, 1838
- Apogon compressus (Smith & Radcliffe, 1911)
- Apogon cookii Macleay, 1881
- Apogon crassiceps Garman, 1903
- Apogon cyanosoma Bleeker, 1853
- Apogon cyanotaenia Bleeker, 1853
- Apogon dammermani Weber & de Beaufort, 1929
- Apogon deetsie Randall, 1998
- Apogon dhofar Mee, 1995
- Apogon dianthus Fraser & Randall, 2002
- Apogon dispar Fraser & Randall, 1976
- Apogon diversus (Smith & Radcliffe, 1912)
- Apogon doederleini Jordan & Snyder, 1901
- Apogon doryssa (Jordan & Seale, 1906)
- Apogon dovii Günther, 1862
- Apogon ellioti Day, 1875
- Apogon endekataenia Bleeker, 1852
- Apogon erythrinus Snyder, 1904
- Apogon erythrosoma Gon & Randall, 2003
- Apogon evermanni Jordan & Snyder, 1904
- Apogon exostigma (Jordan & Starks, 1906)
- Apogon fasciatus (White, 1790)
- Apogon flagelliferus (Smith, 1961)
- Apogon flavus Allen & Randall, 1993
- Apogon fleurieu (Lacepède, 1802)
- Apogon fraenatus Valenciennes, 1832
- Apogon franssedai Allen, Kuiter & Randall, 1994
- Apogon fukuii Hayashi, 1990
- Apogon gouldi Smith-Vaniz, 1977
- Apogon guadelupensis (Osburn & Nichols, 1916)
- Apogon guamensis Valenciennes, 1832
- Apogon gularis Fraser & Lachner, 1984
- Apogon hartzfeldii Bleeker, 1852
- Apogon hoevenii Bleeker, 1854
- Apogon holotaenia Regan, 1905
- Apogon hungi Fourmanoir & Do-Thi, 1965
- Apogon hyalosoma Bleeker, 1852
- Apogon imberbis (Linnaeus, 1758)
- Apogon indicus Greenfield, 2001
- Apogon ishigakiensis Ida & Moyer, 1974
- Apogon isus Randall & Böhlke, 1981
- Apogon jenkinsi (Evermann & Seale, 1907)
- Apogon kallopterus Bleeker, 1856
- Apogon kalosoma Bleeker, 1852
- Apogon kautamea Greenfield & Randall, 2004
- Apogon kiensis Jordan & Snyder, 1901
- Apogon komodoensis Allen, 1998
- Apogon lachneri Böhlke, 1959
- Apogon lativittatus Randall, 2001
- Apogon latus Cuvier, 1828
- Apogon leptocaulus Gilbert, 1972
- Apogon leptofasciatus Allen, 2001
- Apogon leslie (Schultz & Randall, 2006)
- Apogon limenus Randall & Hoese, 1988
- Apogon lineatus Temminck & Schlegel, 1842
- Apogon lineomaculatus Allen & Randall, 2002
- Apogon luteus Randall & Kulbicki, 1998
- Apogon maculatus (Poey, 1860)
- Apogon maculiferus Garrett, 1864
- kardinálishal (Apogon margaritophorus) Bleeker, 1854
- Apogon marquesensis Greenfield, 2001
- Apogon melanoproctus Fraser & Randall, 1976
- Apogon melanopterus (Fowler & Bean, 1930)
- Apogon melanopus Weber, 1911
- Apogon melas Bleeker, 1848
- Apogon micromaculatus (Kotthaus, 1970)
- Apogon microspilos Allen & Randall, 2002
- Apogon moluccensis Valenciennes, 1832
- Apogon monospilus Fraser, Randall & Allen, 2002
- Apogon mosavi Dale, 1977
- Apogon multilineatus (Bleeker, 1874)
- Apogon multitaeniatus Cuvier, 1828
- Apogon mydrus (Jordan & Seale, 1905)
- Apogon nanus Allen, Kuiter & Randall, 1994
- Apogon natalensis Gilchrist & Thompson, 1908
- Apogon neotes Allen, Kuiter & Randall, 1994
- Apogon nigripes Playfair, 1867
- Apogon nigrocincta (Smith & Radcliffe, 1912)
- Apogon nigrofasciatus Lachner, 1953
- Apogon nitidus (Smith, 1961)
- Apogon norfolcensis Ogilby, 1888
- Apogon notatus (Houttuyn, 1782)
- Apogon noumeae Whitley, 1958
- Apogon novaeguineae Valenciennes, 1832
- Apogon novemfasciatus Cuvier, 1828
- Apogon ocellicaudus Allen, Kuiter & Randall, 1994
- Apogon omanensis Gon & Mee, 1995
- Apogon oxina Fraser, 1999
- Apogon oxygrammus Allen, 2001
- Apogon pacificus (Herre, 1935)
- Apogon pallidofasciatus Allen, 1987
- Apogon parvulus (Smith & Radcliffe, 1912)
- Apogon phenax Böhlke & Randall, 1968
- Apogon photogaster Gon & Allen, 1998
- Apogon pillionatus Böhlke & Randall, 1968
- Apogon planifrons Longley & Hildebrand, 1940
- Apogon pleuron Fraser, 2005
- Apogon poecilopterus Cuvier, 1828
- Apogon posterofasciatus Allen & Randall, 2002
- Apogon properuptus (Whitley, 1964)
- Apogon pselion Randall, Fraser & Lachner, 1990
- Apogon pseudomaculatus Longley, 1932
- Apogon radcliffei (Fowler, 1918)
- Apogon regula Fraser & Randall, 2003
- Apogon relativus Randall, 2001
- Apogon retrosella (Gill, 1862)
- Apogon rhodopterus Bleeker, 1852
- Apogon robbyi Gilbert & Tyler, 1997
- Apogon robinsi Böhlke & Randall, 1968
- Apogon rubellus (Smith, 1961)
- Apogon rubrifuscus Greenfield & Randall, 2004
- Apogon rubrimacula Randall & Kulbicki, 1998
- Apogon rueppellii Günther, 1859
- Apogon rufus Randall & Fraser, 1999
- Apogon sangiensis Bleeker, 1857
- Apogon schlegeli Bleeker, 1854
- Apogon sealei (Fowler, 1918)
- Apogon selas Randall & Hayashi, 1990
- Apogon semilineatus Temminck & Schlegel, 1842
- Apogon seminigracaudus Greenfield, 2007
- Apogon semiornatus Peters, 1876
- Apogon septemstriatus Günther, 1880
- Apogon sinus Randall, 2001
- Apogon smithi (Kotthaus, 1970)
- Apogon spilurus Regan, 1905
- Apogon spongicolus (Smith, 1965)
- Apogon striatodes Gon, 1997
- Apogon striatus (Smith & Radcliffe, 1912)
- Apogon susanae Greenfield, 2001
- Apogon taeniophorus Regan, 1908
- Apogon taeniopterus Bennett, 1836
- Apogon talboti Smith, 1961
- Apogon tchefouensis Fang, 1942
- Apogon thermalis Cuvier, 1829
- Apogon townsendi (Breder, 1927)
- Apogon trimaculatus Cuvier, 1828
- Apogon truncatus Bleeker, 1854
- Apogon unicolor Steindachner & Döderlein, 1883
- Apogon unitaeniatus Allen, 1995
- Apogon urostigma (Bleeker, 1874)
- Apogon ventrifasciatus  Allen, Kuiter & Randall, 1994
- Apogon victoriae Günther, 1859
- Apogon quadrisquamatus Longley, 1934
- Apogon quartus Fraser, 2000
- Apogon queketti Gilchrist, 1903
- Apogon quinquestriatus Regan, 1908
- Apogon wassinki Bleeker, 1861
- Apogon wilsoni (Fowler, 1918)

### Fordítás
- Ez a szócikk részben vagy egészben  az   Apogon című angol Wikipédia-szócikk fordításán alapul.  Az eredeti cikk szerkesztőit annak laptörténete sorolja fel. Ez a jelzés csupán a megfogalmazás eredetét és a szerzői jogokat jelzi, nem szolgál a cikkben szereplő információk forrásmegjelöléseként.